# Truttikon
Truttikon es una comuna suiza del cantón de Zúrich, situada en el distrito de Andelfingen. Limita al norte con las comunas de Schlatt (TG) y Basadingen-Schlattingen (TG), al este con Waltalingen, al sur y suroeste con Ossingen, y al oeste con Trüllikon.